# 第二次ロンドン海軍軍縮会議
第二次ロンドン海軍軍縮会議（だいにじロンドンかいぐんぐんしゅくかいぎ）は、1930年（昭和5年）に締結された「ロンドン海軍軍縮条約」の改正を目的として1935年（昭和10年）12月9日にイギリスのロンドンで開かれた国際会議。

## 概要
1934年に行われた予備交渉が不調に終わった為、日本は軍縮条約からの脱退を決意する。
1934年12月、ワシントン海軍軍縮条約の条約破棄を通告（破棄通告後二年間は有効）。1936年（昭和11年）1月15日に日本は本会議を脱退、イタリアもエチオピア侵略の為に脱退し、1936年3月25日に英・米・仏の三国のみで第二次ロンドン海軍軍縮条約が締結された。

## 予備交渉における日・米・英の主張
| 種別     | 艦種     | 日本 | アメリカ | イギリス |
| -------- | -------- | --- | --- | --- |
| 主 力 艦 | 戦艦     | 主砲14インチ（約35.6cm）、0～6隻 ※各国共通（戦艦の全廃も視野に）                                                          | 主砲14インチ、12隻 合計排水量32万トン 英国と均等なるを要す                                                               | 主砲12インチ（約30.5cm）、15隻 合計排水量25万トン 艦型は2万トンまで縮小を考慮し得るも 他国より小ならざるを要す 隻数は減少の余地なし |
| 主 力 艦 | 航空母艦 | 備砲6.1インチ 基準排水量2万トン0～3隻 ※各国共通（空母の全廃も視野に）                                                     | 基準排水量2万～2.2万トン 既条約規定量まで建造                                                                            | 備砲6.1インチ 基準排水量2.2万トン、5隻 艦型は2万トンまで縮小を考慮                                                                  |
| 補 助 艦 | 重巡洋艦 | 8隻 | 現計画の18隻を完成し その後は建造せず                                                                                    | 差し当たり建造せず 終局において廃止を期す                                                                                           |
| 補 助 艦 | 軽巡洋艦 | 軽巡以下は合計35万トンとし、各国共通 所要量12万～13万トン                                                                 | 英国が巡洋艦を多数建造せば 之に応じ増勢を要す                                                                            | 毎年3隻建造 重巡と合わせて70隻に到達を期す                                                                                          |
| 補 助 艦 | 駆逐艦   | 軽巡以下は合計35万トンとし、各国共通 所要量15万トン以下                                                                   | 毎年16隻起工 | 艦種別制限、15万トン |
| 補 助 艦 | 潜水艦   | 軽巡以下は合計35万トンとし、各国共通 所要量12万トン 戦艦、航空母艦が廃止または縮減の際には 10万トンまでは低下を考慮し得る | 日本が潜水艦を増勢せば 米国も増勢するを要す                                                                              | 全廃を主張 |
| その他   | その他   | 軍備平等化を基本方針とする                                                                                                | 軍備の平等化は、日本の事実上の軍拡を 明記するもので会議の成功を困難にする 兵力比は現状維持とし、 現有量を総括的に20%削減 | 兵力比の現状維持 |

## 本会議における各国の主な主張

### 日本
- 軍備平等
- 戦艦、空母、重巡洋艦などの攻撃的艦種の全廃、または大幅削減。

### イギリス
- ワシントン条約、ロンドン条約の基本的維持
- 質的制限に重点をおき、全ての艦種のサイズ、備砲の縮小
- 潜水艦の全廃。全廃が不可能なら濫用防止の協定の締結

### アメリカ
- ワシントン条約、ロンドン条約の維持
- 現有戦力の二割削減

### フランス
- 艦型、備砲の大幅縮小
- 量的制限反対
- 潜水艦廃止反対

## 条約の内容
日本が会議から脱退したため会議の内容は主に質的制限にのみに移行し、3月25日に米・英・仏の三国で協定に調印し会議を終了した。
主なものは以下の通り。
- 建艦案の通告、及び情報交換に関する条項
- 艦種の定義、基準排水量、艦齢に関する条項
  - 戦艦：基準排水量35,000t以下、主砲14インチ以下
  - 空母：基準排水量23,000t以下、備砲6.1インチ以下
  - 重巡洋艦：基準排水量10,000t以下、備砲8インチ以下
  - 軽巡洋艦：基準排水量8,000t以下、備砲6.1インチ以下
  - 駆逐艦：基準排水量1,850t以下、備砲5.1インチ以下
  - 潜水艦：基準排水量2,000t以下、備砲5.1インチ以下
- 条約有効期間：1942年末

### エスカレータ条項
ワシントン海軍軍縮条約を批准した国のうち、1937年4月1日までに第二次ロンドン軍縮条約を調印しない国があった場合（日本、イタリアを指す）、諸々の制限を緩和する条項であり1938年に発動された。
- 戦艦の規定を「基準排水量4万5000トン以下、主砲16インチ（40.6センチ）以下」に変更
- 戦艦、空母等の保有枠の増大